# Halvblod
Halvblod er en amerikansk stumfilm fra 1920 af George Melford.

## Medvirkende
- Mabel Julienne Scott som Lali
- Milton Sills som Frank Armour
- Winter Hall
- Elliott Dexter som Richard Armour
- Helen DunbarArmour